# Mark Pavelich
Mark Thomas Pavelich (* 28. Februar 1958 in Eveleth, Minnesota; † 4. März 2021 in Sauk Centre, Minnesota) war ein US-amerikanischer Eishockeyspieler, der im Verlauf seiner aktiven Karriere zwischen 1976 und 1992 unter anderem 378 Spiele für die Minnesota North Stars, New York Rangers und San Jose Sharks in der National Hockey League auf der Position des Centers bestritten hat. Seinen größten Karriereerfolg feierte Pavelich im Trikot der Nationalmannschaft der Vereinigten Staaten, mit der er bei den Olympischen Winterspielen 1980 in Lake Placid beim sogenannten „Miracle on Ice“ die Goldmedaille gewann.

## Karriere
Pavelich, dessen Eltern aus Kroatien in die USA immigrierten, spielte zunächst drei Jahre von 1976 bis 1979 an der University of Minnesota Duluth. Die Leistung in seinem letzten Jahr bescherte ihm, neben diversen Berufungen in All-Star-Mannschaften, auch eine Einladung für die US-amerikanische Nationalmannschaft, die sich auf die bevorstehenden Olympischen Winterspiele in Lake Placid vorbereiten sollte. Pavelich schaffte letztendlich den Sprung in den Teamkader, der sich ausschließlich aus College-Spielern zusammenstellte, und nahm somit am olympischen Eishockeyturnier teil. Dort gelang dem Team USA mit Siegen über die sowjetische Nationalmannschaft, das sogenannte Miracle on Ice, und wenige Tage später über Finnland der sensationelle Gewinn der Goldmedaille.
Nach dem Triumph wechselte der Stürmer für die Saison 1980/81 in die Schweizer Nationalliga B zum HC Lugano. Der ungedraftete Pavelich konnte dem Ruf der National Hockey League jedoch nicht widerstehen, und so unterzeichnete er im Juni 1981 seinen ersten NHL-Vertrag bei den New York Rangers. Dort spielte er insgesamt fünf Spielzeiten, wurde aber im Oktober 1986 zu den Minnesota North Stars abgegeben. Zu diesem Wechsel hatte ihn Herb Brooks, der Trainer der US-Mannschaft bei den Spielen 1980, bewegt, obwohl Pavelich seine Karriere eigentlich beenden wollte. Da er bei den North Stars nicht heimisch wurde, kehrte er noch während der Saison 1986/87 nach Europa zurück und spielte, neben einem Gastauftritt in der britischen Liga, für den HC Bozen in der italienischen Serie A1. Nach zwei Spielzeiten beendete er seine Karriere, kehrte aber zur Saison 1991/92 noch einmal in die NHL zurück, wo er in lediglich zwei Spielen bei den neu gegründeten San Jose Sharks auflief. Nach dem kurzen Intermezzo beendete er endgültig seine Karriere.
Pavelich starb am 4. März 2021 im Alter von 63 Jahren in Sauk Centre im Bundesstaat Minnesota. Im Rahmen einer Obduktion wurde sein Tod als Suizid eingeordnet, während zudem bekannt wurde, dass er an mehreren psychiatrischen Erkrankungen litt.

## Erfolge und Auszeichnungen
- 1979 WCHA First All-Star Team
- 1979 NCAA West First All-American Team
- 1988 Italienischer Meister mit dem HC Bozen

### International
- 1980 Goldmedaille bei den Olympischen Winterspielen

## Karrierestatistik

### International
Vertrat die USA bei:
- Olympischen Winterspielen 1980
- Weltmeisterschaft 1981

(Legende zur Spielerstatistik: Sp oder GP = absolvierte Spiele; T oder G = erzielte Tore; V oder A = erzielte Assists; Pkt oder Pts = erzielte Scorerpunkte; SM oder PIM = erhaltene Strafminuten; +/− = Plus/Minus-Bilanz; PP = erzielte Überzahltore; SH = erzielte Unterzahltore; GW = erzielte Siegtore; 1 Play-downs/Relegation; Kursiv: Statistik nicht vollständig)